# Pug l'apprenti
Pug l'apprenti est le premier tome de la saga Les Chroniques de Krondor de Raymond E. Feist.
Le livre est tout d'abord sorti en France sous les éditions Florent Massot le 1er octobre 1998, aux éditions La Reine Noire le 20 mai 1999, puis aux éditions J'ai lu le 15 mars 2001 et enfin aux éditions Le Livre de poche en deux tomes nommés Pug l'apprenti magicien et L'Héritage du dragon publiés tous les deux le 2 novembre 2006.
Il est à noter que les éditions Bragelonne ont édité le 17 février 2005 sous le nom Magicien une version complète et révisée par l'auteur en 1992 comprenant également Milamber le mage.

## Résumé
Pug, un orphelin, est élevé dans la même famille que son ami Tomas au duché de Crydee. Il devient l'apprenti du magicien Kulgan. Après avoir sauvé la vie de la princesse Carline, il est anobli et obtient le titre de châtelain. Parallèlement, Tomas est l'élève du maître d'armes, Fannon, pour devenir soldat.
La vie est paisible dans ce petit duché du Royaume des Isles jusqu'au jour où Pug et Tomas découvrent un navire étrange échoué. Il se révéla que ce bateau venait de Kelewan, le monde des Tsurani, qui veulent conquérir le royaume (qui fait partie du monde de Midkemia) au moyen de failles magiques. Le Duc Borric décide d'aller avertir le prince Erland de Krondor (le seigneur de l'Ouest). Borric, son fils cadet Arutha, Kulgan, Pug et Tomas ainsi que des soldats partent donc vers Krondor puis à Rillanon (la capitale) pour informer le roi (Rodric le quatrième) de la situation.
En route, dans les mines des nains, Tomas se voit séparé du groupe après une attaque subite, les autres étant contraints de poursuivre leur chemin sans lui vers la capitale. Dolgan (le chef des nains) part ensuite à sa recherche et le retrouve dans une grande caverne avec un  vieux dragon Rhuagh sur son lit de mort. Celui-ci donne à Tomas une armure magique et à Dolgan, le marteau de guerre perdu de ses ancêtres. 
Plus tard, Dolgan et Tomas luttent contre les Tsurani avec d'autres nains puis avec les Elfes dans la forêt d'Elvandar où réside la reine Aglaranna dont il est éperdument amoureux.
Tomas se transforme peu à peu à cause de son armure magique, il grandit, devient plus sombre. Il a des visions de lieux, d'événements s'étant passées il y a très longtemps, ces visions appartiennent à la vie du Valheru Ashen-Shugar.
Au château de Crydee, les combats sont très violents. Après une attaque d'assassins, le port et la ville de Crydee sont ravagés par les flammes ; Amos Trask, pirate ayant perdu son bateau et son équipage exécuté par les Tsurani, rejoint Arutha dans la lutte contre l'envahisseur. Carline finit par répondre à l'amour du jeune noble Roland, ancien rival puis ami de Pug et de Tomas.
Le commandement de la garnison échoue entre les mains d'Arutha qui arrive à protéger son château grâce à Martin l'archer, le maître chasseur de Crydee, à Fannon (le maître d'armes) et Gardan son second, ainsi qu'à Amos Trask. Alors qu'arrivent les renforts de l'ouest par la mer, le siège de Crydee est levé par les envahisseurs. La politique intérieure Tsurani, faite de complexes rapports de force entre différentes maisons, voit les seigneurs du Partie de la Roue Bleue décider de se retirer du clan de la guerre contre Midkemia pour déstabiliser le Seigneur de Guerre Almecho.

## Personnages
Les personnages principaux sont :
- Pug
- Tomas
- Kulgan
- Borric conDoin
- Arutha
- Lyam
- Carline
- Martin
- Amos Trask
- Aglaranna
- Prince Calin
- Dolgan
- Macros le Noir

### Les autres tomes desChroniques de Krondor
1. Pug l'apprenti
2. Milamber le mage
3. Silverthorn
4. Ténèbres sur Sethanon

## Sources
- Le site officiel de Raymond E. Feist
- Le site des éditions bragelonne
- Le site scifi-universe